# Abu Kamil
Abū Kāmil Shujāʿ ibn Aslam ibn Muḥammad Ibn Shujāʿ (latinizado como Auoquamel, árabe: أبو كامل شجاع بن أسلم بن محمد بن شجاع , también conocido como al-ḥāsibck al-mirī egipcio. " 850 - c. 930) fue un matemático egipcio durante la Edad de Oro islámica. Se le considera el primer matemático en utilizar y aceptar sistemáticamente números irracionales como soluciones y coeficientes de ecuaciones. Sus técnicas matemáticas fueron posteriormente adoptadas por Fibonacci, permitiendo así a Abu Kamil una parte importante en la introducción del álgebra en Europa.
Abu Kamil hizo importantes contribuciones al álgebra y la geometría. Fue el primer matemático islámico en trabajar fácilmente con ecuaciones algebraicas con poderes superiores {\displaystyle x^{2}} (hasta {\displaystyle x^{8}}), y conjuntos resueltos de ecuaciones simultáneas no lineales con tres variables desconocidas. Él ilustró las reglas de los signos para expandir la multiplicación {\displaystyle (a\pm b)(c\pm d)}. También enumeró todas las posibles soluciones a algunos de sus problemas. Escribió todos los problemas de forma retórica y algunos de sus libros carecían de notación matemática además de los números enteros. Por ejemplo, usa la expresión árabe "māl māl shayʾ" ("cuadrado-cuadrado-cosa") para {\displaystyle x^{5}} (como {\displaystyle x^{5}=x^{2}\cdot x^{2}\cdot x}).
El enciclopedista musulmán Ibn Jaldún clasificó a Abū Kāmil como el segundo mayor algebrista cronológicamente después de al-Khwarizmi.

## Vida
Casi nada se sabe sobre la vida y la carrera de Abu Kamil, excepto que fue sucesor de Al-Juarismi, a quien nunca conoció personalmente. Vivió ochenta años entre 850 y 930, la mayoría en Fustat, entonces la capital de Egipto; fue contemporáneo de Ahmad ibn Tulun, fundador de la dinastía de los Tuluníes, de quien recibió el encargo de dirigir el arsenal; esto hace creer que, además de matemático, tuvo reputación de ingeniero militar.

## Obras

### Libro de Álgebra (Kitāb fī al-jabr wa al-muqābala)
El Álgebra es quizás el trabajo más influyente de Abu Kamil, que pretendía reemplazar y ampliar el de Al-Juarismi. Aunque el manuscrito original en árabe está perdido, hay dos copias traducidas al latín y al hebreo.
Mientras que el Álgebra de Al-Juarismi estaba dirigido al público en general, Abu Kamil se dirigía a otros matemáticos o lectores familiarizados con los Elementos de Euclides. En este libro, Abu Kamil resuelve sistemas de ecuaciones cuyas soluciones son números enteros y fracciones, y números irracionales aceptados (en forma de raíz cuadrada o cuarta raíz) como soluciones y coeficientes de ecuaciones cuadráticas.
El primer capítulo enseña álgebra resolviendo problemas de aplicación a la geometría, que a menudo involucran una variable desconocida y raíces cuadradas. El segundo capítulo trata de los seis tipos de problemas encontrados en el libro de Al-Khwarizmi, pero algunos de los cuales, especialmente los de {\displaystyle x^{2}}, ahora se resolvieron directamente en lugar de resolver primero para {\displaystyle x} y acompañado de ilustraciones geométricas y pruebas. El tercer capítulo contiene ejemplos de irracionalidades cuadráticas como soluciones y coeficientes. El cuarto capítulo muestra cómo se utilizan estas irracionalidades para resolver problemas que involucran polígonos. El resto del libro contiene soluciones para conjuntos de ecuaciones indeterminadas, problemas de aplicación en situaciones realistas y problemas que involucran situaciones poco realistas destinadas a las matemáticas recreativas.
Varios matemáticos islámicos escribieron comentarios sobre este trabajo, incluidos al-Iṣṭakhrī al-Ḥāsib y ʿAli ibn Aḥmad al-ʿImrānī (m. 955-6), pero ambos comentarios ahora se han perdido.
En Europa, se encuentra material similar a este libro en los escritos de Fibonacci, y algunas secciones se incorporaron y mejoraron en la obra latina de Juan de Sevilla, Liber mahameleth. Guillermo de Luna realizó una traducción parcial al latín en el siglo XIV, y en el siglo XV toda la obra también apareció en una traducción al hebreo de Mordecai Finzi.

### Libro de cosas raras en el arte del cálculo (Kitāb al-ṭarā'if fi'l-ḥisāb)
Abu Kamil describe una serie de procedimientos sistemáticos para encontrar soluciones integrales para ecuaciones indeterminadas. También es la obra árabe más antigua conocida en la que se buscan soluciones al tipo de ecuaciones indeterminadas que se encuentran en la Arithmetica de Diofanto. Sin embargo, Abu Kamil explica ciertos métodos que no se encuentran en ninguna copia existente de Arithmetica. También describe un problema para el que encontró 2.678 soluciones.

### Sobre el Pentágono y el Decágono (Kitāb al-mukhammas wa'al-mu'ashshar)
En este tratado se utilizan métodos algebraicos para resolver problemas geométricos. Abu Kamil usa la ecuación {\displaystyle x^{4}+3125=125x^{2}} para calcular una aproximación numérica para el lado de un pentágono regular en un círculo de diámetro 10. También usa la proporción áurea en algunos de sus cálculos. Leonardo de Pisa conocía este tratado e hizo un amplio uso de él en su Practica geometriae.

### Libro de los pájaros (Kitāb al-ṭair)
Un pequeño tratado que enseña cómo resolver sistemas lineales indeterminados con soluciones integrales positivas. El título se deriva de un tipo de problemas conocidos en oriente que involucran la compra de diferentes especies de aves.

Abu Kamil escribió en la introducción:
Me encontré ante un problema que resolví y para el cual descubrí muchísimas soluciones; buscando más profundamente sus soluciones, obtuve dos mil seiscientas setenta y seis correctas. Mi asombro por eso fue grande, pero descubrí que, cuando relaté este descubrimiento, quienes no me conocían se mostraban arrogantes, conmocionados y desconfiados de mí. Decidí entonces escribir un libro sobre este tipo de cálculos, con el propósito de facilitar su tratamiento y hacerlo más accesible. 
Según Jacques Sesiano, Abu Kamil permaneció aparentemente incomparable a lo largo de la Edad Media al tratar de encontrar todas las posibles soluciones a algunos de sus problemas.

### Sobre medición y geometría (Kitāb al-misāḥa wa al-handasa)
Un manual de geometría para no matemáticos, como agrimensores y otros funcionarios gubernamentales, que presenta un conjunto de reglas para calcular el volumen y el área de superficie de los sólidos (principalmente paralelepípedos rectangulares, prismas circulares rectos, pirámides cuadradas y conos circulares). Los primeros capítulos contienen reglas para determinar el área, la diagonal, el perímetro y otros parámetros para diferentes tipos de triángulos, rectángulos y cuadrados.

### Obras perdidas
Algunas de las obras perdidas de Abu Kamil incluyen:
- Un tratado sobre el uso de la posición doble falsa, conocido como el Libro de los Dos Errores (Kitāb al-khaṭaʾayn).[17]
- Libro sobre aumento y disminución (Kitāb al-jamʿ wa al-tafrīq), que ganó más atención después de que el historiador Franz Woepcke lo vinculó con una obra latina anónima, Liber augmenti et diminutionis.[4]
- Book of Estate Sharing using Algebra (Kitāb al-waṣāyā bi al-jabr wa al-muqābala), que contiene soluciones algebraicas para problemas de herencia islámica y analiza las opiniones de juristas conocidos.[13]

- Ibn al-Nadim en su Fihrist enumeró los siguientes títulos adicionales: Libro de la fortuna (Kitāb al-falāḥ), Libro de la llave de la fortuna (Kitāb miftāḥ al-falāḥ), Libro de lo adecuado (Kitāb al-kifāya) y Libro del Núcleo (Kitāb al-ʿasīr).[5]

## Legado
Las obras de Abu Kamil influyeron en otros matemáticos, como Al-Karaŷí y Leonardo de Pisa, y como tales tuvieron un impacto duradero en el desarrollo del álgebra.  Muchos de sus ejemplos y técnicas algebraicas fueron posteriormente copiados por Fibonacci en su Practica geometriae y otros trabajos. Préstamos inconfundibles, pero sin que Abu Kamil sea mencionado explícitamente y quizás mediado por tratados perdidos, también se encuentran en el Liber abaci. 

## En Al-Juarismi
Abu Kamil fue uno de los primeros matemáticos en reconocer las contribuciones de Al-Juarismi al álgebra, defendiéndolo de Ibn Barza, quien atribuyó la autoridad y el precedente en álgebra a su abuelo, Abd al-Hamīd ibn Turk. Abu Kamil escribió en la introducción de su Álgebra:
He estudiado con gran atención los escritos de los matemáticos, examinado sus afirmaciones y escudriñado lo que explican en sus obras; Por lo tanto, observé que el libro de Muḥammad ibn Mūsā al-Khwārizmī conocido como Álgebra es superior en la precisión de su principio y en la precisión de su argumentación. Por tanto, nos corresponde a nosotros, la comunidad de matemáticos, reconocer su prioridad y admitir su conocimiento y su superioridad, ya que al escribir su libro sobre álgebra fue un iniciador y el descubridor de sus principios, ... 